# Ministeria vibrans
Ministeria vibrans és un petit eucariota unicel·lular que s'alimenta de bacteris. Dins del llinatge dels opistoconts, pertany al grup dels Filasterea juntament amb Capsaspora. Com altres organismes d'aquest llinatge, presenta diferents tipus cel·lulars que inclouen cèl·lules ameboides amb filopodis i flagel·lades.